# Tour de Romandie 2025
Le Tour de Romandie 2025 est la 78e édition de cette course cycliste sur route masculine. La compétition a lieu du 30 avril au 4 mai 2025 en Suisse, entre Saint-Imier et Genève. 
Cette course est reprise dans l'UCI World Tour 2025, le calendrier le plus important du cyclisme sur route.

## Présentation

### Parcours
Le parcours consiste en un prologue, quatre étapes en ligne et un contre-la-montre individuel, sur une distance totale de 682,9 km. La quatrième étape est l'étape reine de la course, se terminant par une arrivée au sommet à Thyon 2000 (montée de 19,5 km à une moyenne de 7,6 %). Le contre-la-montre organisé lors de la dernière étape sur 17 kilomètres dans les rues de Genève devrait aussi avoir un impact sur le classement général.

### Équipes
Le Tour de Romandie étant une manche du World Tour, les dix-huit WorldTeams participent à la course. 
| WorldTeams (18)- Alpecin-Deceuninck - Arkéa-B&B Hotels - Bahrain-Victorious - Cofidis - Decathlon AG2R La Mondiale Team - EF Education-EasyPost - Groupama-FDJ - Ineos Grenadiers - Intermarché-Wanty - Lidl-Trek - Movistar Team - Red Bull-BORA-hansgrohe - Soudal Quick-Step - Team Jayco AlUla - Team Picnic-PostNL - Team Visma \| Lease a Bike - UAE Team Emirates XRG - XDS Astana Team ProTeams (2)- Lotto - Tudor Pro Cycling Team |
| |

### Favoris et principaux participants
Le Belge double champion olympique Remco Evenepoel (Soudal Quick Step), le Portugais João Almeida (UAE Emirates XRG), récent vainqueur du Tour du Pays basque, le vainqueur sortant, l’Espagnol Carlos Rodríguez (Ineos Grenadiers) et le Russe Aleksandr Vlasov (Red Bull Bora Hansgrohe), deuxième en 2024, sont les quatre principaux favoris à la victoire finale. Parmi les autres favoris et outsiders, on peut citer le jeune Suisse Jan Christen (UAE Emirates XRG), le Britannique Oscar Onley (Team Picnic PostNL), les Français Lenny Martinez (Bahrain Victorious), David Gaudu (Groupama FDJ) et Aurélien Paret-Peintre (Decathlon AG2R) ainsi que le Belge Lennert Van Eetvelt (Lotto).

## Étapes
| Étape     | Date    | Villes étapes                         | type                        | Distance (km) | Dénivelé (m) | Vainqueur d'étape | Leader du classement général |
| --------- | ------- | ------------------------------------- | --------------------------- | ------------- | ------------ | ----------------- | ---------------------------- |
| Prologue  | 29 avr. | Saint-Imier – Saint-Imier             | prologue                    | 3,4           | 42 m         | Samuel Watson     | Samuel Watson                |
| 1re étape | 30 avr. | Münchenstein – Fribourg               | étape vallonnée             | 194,3         | 3 224 m      | Matthew Brennan   | Matthew Brennan              |
| 2e étape  | 1 mai   | La Grande Béroche – La Grande Béroche | étape vallonnée             | 157           | 2 753 m      | Lorenzo Fortunato | Alex Baudin                  |
| 3e étape  | 2 mai   | Cossonay – Cossonay                   | étape vallonnée             | 183,1         | 2 457 m      | Jay Vine          | Alex Baudin                  |
| 4e étape  | 3 mai   | Sion – Thyon                          | étape de montagne           | 128           | 4 183 m      | Lenny Martinez    | Lenny Martinez               |
| 5e étape  | 4 mai   | Genève – Genève                       | contre-la-montre individuel | 17,1          | 228 m        | Remco Evenepoel   | João Almeida                 |

## Déroulement de la course

### Prologue
| \| Classement de l'étape \| Classement de l'étape \| Classement de l'étape \| Classement de l'étape \| Classement de l'étape \| \| Coureur \| Coureur \| Pays \| Équipe \| Temps \| \| --------------------- \| --------------------- \| --------------------- \| -------------------------- \| --------------------- \| \| 1er \| Samuel Watson \| Royaume-Uni \| Ineos Grenadiers \| 4 min 33 s \| \| 2e \| Ivo Oliveira \| Portugal \| UAE Team Emirates XRG \| + 0 s \| \| 3e \| Iván Romeo \| Espagne \| Movistar Team \| + 3 s \| \| 4e \| Stefan Bissegger \| Suisse \| Decathlon-AG2R La Mondiale \| + 3 s \| \| 5e \| Maikel Zijlaard \| Pays-Bas \| Tudor Pro Cycling Team \| + 3 s \| \| 6e \| Stefan Küng \| Suisse \| Groupama-FDJ \| + 4 s \| \| 7e \| Thibault Guernalec \| France \| Arkéa-B&B Hotels \| + 4 s \| \| 8e \| Remco Evenepoel \| Belgique \| Soudal Quick-Step \| + 4 s \| \| 9e \| Jay Vine \| Australie \| UAE Team Emirates XRG \| + 5 s \| \| 10e \| Jan Christen \| Suisse \| UAE Team Emirates XRG \| + 5 s \| |                    |             |                            |            |
| |                    |             |                            |            |
| |                    |             |                            |            |
| Classement de l'étape |                    |             |                            |            |
| Coureur | Coureur            | Pays        | Équipe                     | Temps      |
| 1er | Samuel Watson      | Royaume-Uni | Ineos Grenadiers           | 4 min 33 s |
| 2e | Ivo Oliveira       | Portugal    | UAE Team Emirates XRG      | + 0 s      |
| 3e | Iván Romeo         | Espagne     | Movistar Team              | + 3 s      |
| 4e | Stefan Bissegger   | Suisse      | Decathlon-AG2R La Mondiale | + 3 s      |
| 5e | Maikel Zijlaard    | Pays-Bas    | Tudor Pro Cycling Team     | + 3 s      |
| 6e | Stefan Küng        | Suisse      | Groupama-FDJ               | + 4 s      |
| 7e | Thibault Guernalec | France      | Arkéa-B&B Hotels           | + 4 s      |
| 8e | Remco Evenepoel    | Belgique    | Soudal Quick-Step          | + 4 s      |
| 9e | Jay Vine           | Australie   | UAE Team Emirates XRG      | + 5 s      |
| 10e | Jan Christen       | Suisse      | UAE Team Emirates XRG      | + 5 s      |

| \| Classement général \| Classement général \| Classement général \| Classement général \| Classement général \| \| Coureur \| Coureur \| Pays \| Équipe \| Temps \| \| ------------------ \| ------------------ \| ------------------ \| -------------------------- \| ------------------ \| \| 1er \| Samuel Watson \| Royaume-Uni \| Ineos Grenadiers \| 4 min 33 s \| \| 2e \| Ivo Oliveira \| Portugal \| UAE Team Emirates XRG \| + 0 s \| \| 3e \| Iván Romeo \| Espagne \| Movistar Team \| + 3 s \| \| 4e \| Stefan Bissegger \| Suisse \| Decathlon-AG2R La Mondiale \| + 3 s \| \| 5e \| Maikel Zijlaard \| Pays-Bas \| Tudor Pro Cycling Team \| + 3 s \| \| 6e \| Stefan Küng \| Suisse \| Groupama-FDJ \| + 4 s \| \| 7e \| Thibault Guernalec \| France \| Arkéa-B&B Hotels \| + 4 s \| \| 8e \| Remco Evenepoel \| Belgique \| Soudal Quick-Step \| + 4 s \| \| 9e \| Jay Vine \| Australie \| UAE Team Emirates XRG \| + 5 s \| \| 10e \| Jan Christen \| Suisse \| UAE Team Emirates XRG \| + 5 s \| |                    |             |                            |            |
| |                    |             |                            |            |
| |                    |             |                            |            |
| Classement général |                    |             |                            |            |
| Coureur | Coureur            | Pays        | Équipe                     | Temps      |
| 1er | Samuel Watson      | Royaume-Uni | Ineos Grenadiers           | 4 min 33 s |
| 2e | Ivo Oliveira       | Portugal    | UAE Team Emirates XRG      | + 0 s      |
| 3e | Iván Romeo         | Espagne     | Movistar Team              | + 3 s      |
| 4e | Stefan Bissegger   | Suisse      | Decathlon-AG2R La Mondiale | + 3 s      |
| 5e | Maikel Zijlaard    | Pays-Bas    | Tudor Pro Cycling Team     | + 3 s      |
| 6e | Stefan Küng        | Suisse      | Groupama-FDJ               | + 4 s      |
| 7e | Thibault Guernalec | France      | Arkéa-B&B Hotels           | + 4 s      |
| 8e | Remco Evenepoel    | Belgique    | Soudal Quick-Step          | + 4 s      |
| 9e | Jay Vine           | Australie   | UAE Team Emirates XRG      | + 5 s      |
| 10e | Jan Christen       | Suisse      | UAE Team Emirates XRG      | + 5 s      |

### 1reétape
Le Belge Gerben Kuypers et l'Allemand Ben Zwiehoff, rescapés de l'échappée du jour qui comptait cinq hommes, sont repris à 24 kilomètres du terme. Le sprint massif est facilement remporté par le Britannique Matthew Brennan qui s'empare du maillot jaune ainsi que de l'orange et du blanc. Zwiehoff endosse le maillot de meilleur grimpeur.
| \| Classement de l'étape \| Classement de l'étape \| Classement de l'étape \| Classement de l'étape \| Classement de l'étape \| \| Coureur \| Coureur \| Pays \| Équipe \| Temps \| \| --------------------- \| ---------------------- \| --------------------- \| -------------------------- \| --------------------- \| \| 1er \| Matthew Brennan \| Royaume-Uni \| Team Visma \\| Lease a Bike \| 4 h 42 min 32 s \| \| 2e \| Aurélien Paret-Peintre \| France \| Decathlon-AG2R La Mondiale \| + 0 s \| \| 3e \| Artem Shmidt \| États-Unis \| Ineos Grenadiers \| + 0 s \| \| 4e \| Huub Artz \| Pays-Bas \| Intermarché-Wanty \| + 0 s \| \| 5e \| Clément Venturini \| France \| Arkéa-B&B Hotels \| + 0 s \| \| 6e \| Oscar Onley \| Royaume-Uni \| Team Picnic-PostNL \| + 0 s \| \| 7e \| Clément Champoussin \| France \| XDS Astana Team \| + 0 s \| \| 8e \| Milan Menten \| Belgique \| Lotto \| + 0 s \| \| 9e \| Ramses Debruyne \| Belgique \| Alpecin-Deceuninck \| + 0 s \| \| 10e \| Ben Swift \| Royaume-Uni \| Ineos Grenadiers \| + 0 s \| |                        |             |                            |                 |
| |                        |             |                            |                 |
| |                        |             |                            |                 |
| Classement de l'étape |                        |             |                            |                 |
| Coureur | Coureur                | Pays        | Équipe                     | Temps           |
| 1er | Matthew Brennan        | Royaume-Uni | Team Visma \| Lease a Bike | 4 h 42 min 32 s |
| 2e | Aurélien Paret-Peintre | France      | Decathlon-AG2R La Mondiale | + 0 s           |
| 3e | Artem Shmidt           | États-Unis  | Ineos Grenadiers           | + 0 s           |
| 4e | Huub Artz              | Pays-Bas    | Intermarché-Wanty          | + 0 s           |
| 5e | Clément Venturini      | France      | Arkéa-B&B Hotels           | + 0 s           |
| 6e | Oscar Onley            | Royaume-Uni | Team Picnic-PostNL         | + 0 s           |
| 7e | Clément Champoussin    | France      | XDS Astana Team            | + 0 s           |
| 8e | Milan Menten           | Belgique    | Lotto                      | + 0 s           |
| 9e | Ramses Debruyne        | Belgique    | Alpecin-Deceuninck         | + 0 s           |
| 10e | Ben Swift              | Royaume-Uni | Ineos Grenadiers           | + 0 s           |

| \| Classement général \| Classement général \| Classement général \| Classement général \| Classement général \| \| Coureur \| Coureur \| Pays \| Équipe \| Temps \| \| ------------------ \| ---------------------- \| ------------------ \| -------------------------- \| ------------------ \| \| 1er \| Matthew Brennan \| Royaume-Uni \| Team Visma \\| Lease a Bike \| 4 h 47 min 02 s \| \| 2e \| Samuel Watson \| Royaume-Uni \| Ineos Grenadiers \| + 3 s \| \| 3e \| Ivo Oliveira \| Portugal \| UAE Team Emirates XRG \| + 3 s \| \| 4e \| Artem Shmidt \| États-Unis \| Ineos Grenadiers \| + 5 s \| \| 5e \| Iván Romeo \| Espagne \| Movistar Team \| + 6 s \| \| 6e \| Stefan Küng \| Suisse \| Groupama-FDJ \| + 7 s \| \| 7e \| Thibault Guernalec \| France \| Arkéa-B&B Hotels \| + 7 s \| \| 8e \| Aurélien Paret-Peintre \| France \| Decathlon-AG2R La Mondiale \| + 7 s \| \| 9e \| Remco Evenepoel \| Belgique \| Soudal Quick-Step \| + 7 s \| \| 10e \| Jay Vine \| Australie \| UAE Team Emirates XRG \| + 8 s \| |                        |             |                            |                 |
| |                        |             |                            |                 |
| |                        |             |                            |                 |
| Classement général |                        |             |                            |                 |
| Coureur | Coureur                | Pays        | Équipe                     | Temps           |
| 1er | Matthew Brennan        | Royaume-Uni | Team Visma \| Lease a Bike | 4 h 47 min 02 s |
| 2e | Samuel Watson          | Royaume-Uni | Ineos Grenadiers           | + 3 s           |
| 3e | Ivo Oliveira           | Portugal    | UAE Team Emirates XRG      | + 3 s           |
| 4e | Artem Shmidt           | États-Unis  | Ineos Grenadiers           | + 5 s           |
| 5e | Iván Romeo             | Espagne     | Movistar Team              | + 6 s           |
| 6e | Stefan Küng            | Suisse      | Groupama-FDJ               | + 7 s           |
| 7e | Thibault Guernalec     | France      | Arkéa-B&B Hotels           | + 7 s           |
| 8e | Aurélien Paret-Peintre | France      | Decathlon-AG2R La Mondiale | + 7 s           |
| 9e | Remco Evenepoel        | Belgique    | Soudal Quick-Step          | + 7 s           |
| 10e | Jay Vine               | Australie   | UAE Team Emirates XRG      | + 8 s           |

### 2eétape
Alex Baudin sort d'un groupe de favoris dans les trente derniers kilomètres, il est rejoint par Lorenzo Fortunato et Juan Pedro López qui avait déjà attaqué quelques kilomètres avant avec Jay Vine, ils sont rejoints par Junior Lecerf et Lennert Van Eetvelt. Fortunato gagne le sprint de ce groupe de cinq hommes et Baudin s'empare du maillot jaune. 
| \| Classement de l'étape \| Classement de l'étape \| Classement de l'étape \| Classement de l'étape \| Classement de l'étape \| \| Coureur \| Coureur \| Pays \| Équipe \| Temps \| \| --------------------- \| --------------------- \| --------------------- \| --------------------- \| --------------------- \| \| 1er \| Lorenzo Fortunato \| Italie \| XDS Astana Team \| 3 h 54 min 40 s \| \| 2e \| Alex Baudin \| France \| EF Education-EasyPost \| + 2 s \| \| 3e \| Junior Lecerf \| Belgique \| Soudal Quick-Step \| + 2 s \| \| 4e \| Lennert Van Eetvelt \| Belgique \| Lotto \| + 2 s \| \| 5e \| Juan Pedro López \| Espagne \| Lidl-Trek \| + 2 s \| \| 6e \| Remco Evenepoel \| Belgique \| Soudal Quick-Step \| + 56 s \| \| 7e \| Harold Tejada \| Colombie \| XDS Astana Team \| + 56 s \| \| 8e \| Javier Romo \| Espagne \| Movistar Team \| + 56 s \| \| 9e \| Cristian Rodríguez \| Espagne \| Arkéa-B&B Hotels \| + 56 s \| \| 10e \| Eddie Dunbar \| Irlande \| Team Jayco AlUla \| + 56 s \| |                     |          |                       |                 |
| |                     |          |                       |                 |
| |                     |          |                       |                 |
| Classement de l'étape |                     |          |                       |                 |
| Coureur | Coureur             | Pays     | Équipe                | Temps           |
| 1er | Lorenzo Fortunato   | Italie   | XDS Astana Team       | 3 h 54 min 40 s |
| 2e | Alex Baudin         | France   | EF Education-EasyPost | + 2 s           |
| 3e | Junior Lecerf       | Belgique | Soudal Quick-Step     | + 2 s           |
| 4e | Lennert Van Eetvelt | Belgique | Lotto                 | + 2 s           |
| 5e | Juan Pedro López    | Espagne  | Lidl-Trek             | + 2 s           |
| 6e | Remco Evenepoel     | Belgique | Soudal Quick-Step     | + 56 s          |
| 7e | Harold Tejada       | Colombie | XDS Astana Team       | + 56 s          |
| 8e | Javier Romo         | Espagne  | Movistar Team         | + 56 s          |
| 9e | Cristian Rodríguez  | Espagne  | Arkéa-B&B Hotels      | + 56 s          |
| 10e | Eddie Dunbar        | Irlande  | Team Jayco AlUla      | + 56 s          |

| \| Classement général \| Classement général \| Classement général \| Classement général \| Classement général \| \| Coureur \| Coureur \| Pays \| Équipe \| Temps \| \| ------------------ \| ------------------- \| ------------------ \| --------------------- \| ------------------ \| \| 1er \| Alex Baudin \| France \| EF Education-EasyPost \| 8 h 41 min 53 s \| \| 2e \| Junior Lecerf \| Belgique \| Soudal Quick-Step \| + 5 s \| \| 3e \| Lennert Van Eetvelt \| Belgique \| Lotto \| + 6 s \| \| 4e \| Lorenzo Fortunato \| Italie \| XDS Astana Team \| + 17 s \| \| 5e \| Juan Pedro López \| Espagne \| Lidl-Trek \| + 17 s \| \| 6e \| Remco Evenepoel \| Belgique \| Soudal Quick-Step \| + 52 s \| \| 7e \| Jay Vine \| Australie \| UAE Team Emirates XRG \| + 53 s \| \| 8e \| João Almeida \| Portugal \| UAE Team Emirates XRG \| + 53 s \| \| 9e \| Lenny Martinez \| France \| Bahrain Victorious \| + 56 s \| \| 10e \| Harold Tejada \| Colombie \| XDS Astana Team \| + 56 s \| |                     |           |                       |                 |
| |                     |           |                       |                 |
| |                     |           |                       |                 |
| Classement général |                     |           |                       |                 |
| Coureur | Coureur             | Pays      | Équipe                | Temps           |
| 1er | Alex Baudin         | France    | EF Education-EasyPost | 8 h 41 min 53 s |
| 2e | Junior Lecerf       | Belgique  | Soudal Quick-Step     | + 5 s           |
| 3e | Lennert Van Eetvelt | Belgique  | Lotto                 | + 6 s           |
| 4e | Lorenzo Fortunato   | Italie    | XDS Astana Team       | + 17 s          |
| 5e | Juan Pedro López    | Espagne   | Lidl-Trek             | + 17 s          |
| 6e | Remco Evenepoel     | Belgique  | Soudal Quick-Step     | + 52 s          |
| 7e | Jay Vine            | Australie | UAE Team Emirates XRG | + 53 s          |
| 8e | João Almeida        | Portugal  | UAE Team Emirates XRG | + 53 s          |
| 9e | Lenny Martinez      | France    | Bahrain Victorious    | + 56 s          |
| 10e | Harold Tejada       | Colombie  | XDS Astana Team       | + 56 s          |

### 3eétape
L'échappée du jour comporte trois coureurs : Stefan Küng (Groupama-FDJ), Huub Artz (Intermarché-Wanty) et Bauke Mollema (Lidl-Trek). Elle compte jusqu'à six minutes d'avance sur le peloton. Küng, le dernier échappé, est repris à 11 kilomètres de l'arrivée. Jay Vine (UAE Emirates XRG) attaque à la flamme rouge et conserve une avance suffisante pour l'emporter.
| \| Classement de l'étape \| Classement de l'étape \| Classement de l'étape \| Classement de l'étape \| Classement de l'étape \| \| Coureur \| Coureur \| Pays \| Équipe \| Temps \| \| --------------------- \| ---------------------- \| --------------------- \| -------------------------- \| --------------------- \| \| 1er \| Jay Vine \| Australie \| UAE Team Emirates XRG \| 4 h 03 min 35 s \| \| 2e \| Lenny Martinez \| France \| Bahrain Victorious \| + 2 s \| \| 3e \| João Almeida \| Portugal \| UAE Team Emirates XRG \| + 2 s \| \| 4e \| Louis Barré \| France \| Intermarché-Wanty \| + 2 s \| \| 5e \| Alberto Bettiol \| Italie \| XDS Astana Team \| + 2 s \| \| 6e \| Javier Romo \| Espagne \| Movistar Team \| + 2 s \| \| 7e \| Remco Evenepoel \| Belgique \| Soudal Quick-Step \| + 2 s \| \| 8e \| Aurélien Paret-Peintre \| France \| Decathlon-AG2R La Mondiale \| + 2 s \| \| 9e \| Oscar Onley \| Royaume-Uni \| Team Picnic-PostNL \| + 2 s \| \| 10e \| Mathys Rondel \| France \| Tudor Pro Cycling Team \| + 2 s \| |                        |             |                            |                 |
| |                        |             |                            |                 |
| |                        |             |                            |                 |
| Classement de l'étape |                        |             |                            |                 |
| Coureur | Coureur                | Pays        | Équipe                     | Temps           |
| 1er | Jay Vine               | Australie   | UAE Team Emirates XRG      | 4 h 03 min 35 s |
| 2e | Lenny Martinez         | France      | Bahrain Victorious         | + 2 s           |
| 3e | João Almeida           | Portugal    | UAE Team Emirates XRG      | + 2 s           |
| 4e | Louis Barré            | France      | Intermarché-Wanty          | + 2 s           |
| 5e | Alberto Bettiol        | Italie      | XDS Astana Team            | + 2 s           |
| 6e | Javier Romo            | Espagne     | Movistar Team              | + 2 s           |
| 7e | Remco Evenepoel        | Belgique    | Soudal Quick-Step          | + 2 s           |
| 8e | Aurélien Paret-Peintre | France      | Decathlon-AG2R La Mondiale | + 2 s           |
| 9e | Oscar Onley            | Royaume-Uni | Team Picnic-PostNL         | + 2 s           |
| 10e | Mathys Rondel          | France      | Tudor Pro Cycling Team     | + 2 s           |

| \| Classement général \| Classement général \| Classement général \| Classement général \| Classement général \| \| Coureur \| Coureur \| Pays \| Équipe \| Temps \| \| ------------------ \| ------------------- \| ------------------ \| --------------------- \| ------------------ \| \| 1er \| Alex Baudin \| France \| EF Education-EasyPost \| 12 h 45 min 30 s \| \| 2e \| Junior Lecerf \| Belgique \| Soudal Quick-Step \| + 5 s \| \| 3e \| Lennert Van Eetvelt \| Belgique \| Lotto \| + 6 s \| \| 4e \| Lorenzo Fortunato \| Italie \| XDS Astana Team \| + 17 s \| \| 5e \| Juan Pedro López \| Espagne \| Lidl-Trek \| + 17 s \| \| 6e \| Jay Vine \| Australie \| UAE Team Emirates XRG \| + 41 s \| \| 7e \| João Almeida \| Portugal \| UAE Team Emirates XRG \| + 50 s \| \| 8e \| Lenny Martinez \| France \| Bahrain Victorious \| + 50 s \| \| 9e \| Remco Evenepoel \| Belgique \| Soudal Quick-Step \| + 52 s \| \| 10e \| Harold Tejada \| Colombie \| XDS Astana Team \| + 56 s \| |                     |           |                       |                  |
| |                     |           |                       |                  |
| |                     |           |                       |                  |
| Classement général |                     |           |                       |                  |
| Coureur | Coureur             | Pays      | Équipe                | Temps            |
| 1er | Alex Baudin         | France    | EF Education-EasyPost | 12 h 45 min 30 s |
| 2e | Junior Lecerf       | Belgique  | Soudal Quick-Step     | + 5 s            |
| 3e | Lennert Van Eetvelt | Belgique  | Lotto                 | + 6 s            |
| 4e | Lorenzo Fortunato   | Italie    | XDS Astana Team       | + 17 s           |
| 5e | Juan Pedro López    | Espagne   | Lidl-Trek             | + 17 s           |
| 6e | Jay Vine            | Australie | UAE Team Emirates XRG | + 41 s           |
| 7e | João Almeida        | Portugal  | UAE Team Emirates XRG | + 50 s           |
| 8e | Lenny Martinez      | France    | Bahrain Victorious    | + 50 s           |
| 9e | Remco Evenepoel     | Belgique  | Soudal Quick-Step     | + 52 s           |
| 10e | Harold Tejada       | Colombie  | XDS Astana Team       | + 56 s           |

### 4eétape
Julien Bernard, Louis Barré et Ben Zwiehoff constituent l'échappée du jour, Zwiehoff s'assurant le maillot du meilleur grimpeur. Julien Bernard est le dernier échappé à être repris par le peloton dans l'ultime ascension, à 14 kilomètres du terme. Remco Evenepoel lâche prise à 9 km de l'arrivée alors que Jay Vine, João Almeida, Lenny Martinez et Lorenzo Fortunato se portent en tête 1 500 m plus loin. À 4,5 km du but, Almeida et Martinez sont seuls en tête et maintiennent un écart suffisant jusqu'à l'arrivée. Lenny Martinez l'emporte et s'empare du maillot jaune.
| \| Classement de l'étape \| Classement de l'étape \| Classement de l'étape \| Classement de l'étape \| Classement de l'étape \| \| Coureur \| Coureur \| Pays \| Équipe \| Temps \| \| --------------------- \| --------------------- \| --------------------- \| -------------------------- \| --------------------- \| \| 1er \| Lenny Martinez \| France \| Bahrain Victorious \| 3 h 43 min 46 s \| \| 2e \| João Almeida \| Portugal \| UAE Team Emirates XRG \| + 0 s \| \| 3e \| Lorenzo Fortunato \| Italie \| XDS Astana Team \| + 29 s \| \| 4e \| Jay Vine \| Australie \| UAE Team Emirates XRG \| + 31 s \| \| 5e \| Carlos Rodríguez \| Espagne \| Ineos Grenadiers \| + 31 s \| \| 6e \| Cristian Rodríguez \| Espagne \| Arkéa-B&B Hotels \| + 1 min 11 s \| \| 7e \| Mathys Rondel \| France \| Tudor Pro Cycling Team \| + 1 min 13 s \| \| 8e \| Jørgen Nordhagen \| Norvège \| Team Visma \\| Lease a Bike \| + 1 min 17 s \| \| 9e \| Sergio Higuita \| Colombie \| XDS Astana Team \| + 1 min 29 s \| \| 10e \| Junior Lecerf \| Belgique \| Soudal Quick-Step \| + 1 min 29 s \| |                    |           |                            |                 |
| |                    |           |                            |                 |
| |                    |           |                            |                 |
| Classement de l'étape |                    |           |                            |                 |
| Coureur | Coureur            | Pays      | Équipe                     | Temps           |
| 1er | Lenny Martinez     | France    | Bahrain Victorious         | 3 h 43 min 46 s |
| 2e | João Almeida       | Portugal  | UAE Team Emirates XRG      | + 0 s           |
| 3e | Lorenzo Fortunato  | Italie    | XDS Astana Team            | + 29 s          |
| 4e | Jay Vine           | Australie | UAE Team Emirates XRG      | + 31 s          |
| 5e | Carlos Rodríguez   | Espagne   | Ineos Grenadiers           | + 31 s          |
| 6e | Cristian Rodríguez | Espagne   | Arkéa-B&B Hotels           | + 1 min 11 s    |
| 7e | Mathys Rondel      | France    | Tudor Pro Cycling Team     | + 1 min 13 s    |
| 8e | Jørgen Nordhagen   | Norvège   | Team Visma \| Lease a Bike | + 1 min 17 s    |
| 9e | Sergio Higuita     | Colombie  | XDS Astana Team            | + 1 min 29 s    |
| 10e | Junior Lecerf      | Belgique  | Soudal Quick-Step          | + 1 min 29 s    |

| \| Classement général \| Classement général \| Classement général \| Classement général \| Classement général \| \| Coureur \| Coureur \| Pays \| Équipe \| Temps \| \| ------------------ \| ------------------ \| ------------------ \| ---------------------- \| ------------------ \| \| 1er \| Lenny Martinez \| France \| Bahrain Victorious \| 16 h 29 min 56 s \| \| 2e \| Lorenzo Fortunato \| Italie \| XDS Astana Team \| + 2 s \| \| 3e \| João Almeida \| Portugal \| UAE Team Emirates XRG \| + 3 s \| \| 4e \| Jay Vine \| Australie \| UAE Team Emirates XRG \| + 32 s \| \| 5e \| Junior Lecerf \| Belgique \| Soudal Quick-Step \| + 54 s \| \| 6e \| Carlos Rodríguez \| Espagne \| Ineos Grenadiers \| + 54 s \| \| 7e \| Juan Pedro López \| Espagne \| Lidl-Trek \| + 1 min 06 s \| \| 8e \| Mathys Rondel \| France \| Tudor Pro Cycling Team \| + 1 min 37 s \| \| 9e \| Remco Evenepoel \| Belgique \| Soudal Quick-Step \| + 1 min 41 s \| \| 10e \| Cristian Rodríguez \| Espagne \| Arkéa-B&B Hotels \| + 1 min 46 s \| |                    |           |                        |                  |
| |                    |           |                        |                  |
| |                    |           |                        |                  |
| Classement général |                    |           |                        |                  |
| Coureur | Coureur            | Pays      | Équipe                 | Temps            |
| 1er | Lenny Martinez     | France    | Bahrain Victorious     | 16 h 29 min 56 s |
| 2e | Lorenzo Fortunato  | Italie    | XDS Astana Team        | + 2 s            |
| 3e | João Almeida       | Portugal  | UAE Team Emirates XRG  | + 3 s            |
| 4e | Jay Vine           | Australie | UAE Team Emirates XRG  | + 32 s           |
| 5e | Junior Lecerf      | Belgique  | Soudal Quick-Step      | + 54 s           |
| 6e | Carlos Rodríguez   | Espagne   | Ineos Grenadiers       | + 54 s           |
| 7e | Juan Pedro López   | Espagne   | Lidl-Trek              | + 1 min 06 s     |
| 8e | Mathys Rondel      | France    | Tudor Pro Cycling Team | + 1 min 37 s     |
| 9e | Remco Evenepoel    | Belgique  | Soudal Quick-Step      | + 1 min 41 s     |
| 10e | Cristian Rodríguez | Espagne   | Arkéa-B&B Hotels       | + 1 min 46 s     |

### 5eétape
Le champion du monde du contre-la-montre Remco Evenepoel est le plus rapide de ce chrono genevois devant João Almeida qui remporte le classement général.
| \| Classement de l'étape \| Classement de l'étape \| Classement de l'étape \| Classement de l'étape \| Classement de l'étape \| \| Coureur \| Coureur \| Pays \| Équipe \| Temps \| \| --------------------- \| --------------------- \| --------------------- \| ----------------------- \| --------------------- \| \| 1er \| Remco Evenepoel \| Belgique \| Soudal Quick-Step \| 20 min 33 s \| \| 2e \| João Almeida \| Portugal \| UAE Team Emirates XRG \| + 12 s \| \| 3e \| Alberto Bettiol \| Italie \| XDS Astana Team \| + 18 s \| \| 4e \| Jay Vine \| Australie \| UAE Team Emirates XRG \| + 24 s \| \| 5e \| Aleksandr Vlasov \| Bannière neutre \| Red Bull-Bora-Hansgrohe \| + 27 s \| \| 6e \| Raúl García Pierna \| Espagne \| Arkéa-B&B Hotels \| + 32 s \| \| 7e \| Thibault Guernalec \| France \| Arkéa-B&B Hotels \| + 33 s \| \| 8e \| Johan Price-Pejtersen \| Danemark \| Alpecin-Deceuninck \| + 38 s \| \| 9e \| Rémi Cavagna \| France \| Groupama-FDJ \| + 39 s \| \| 10e \| Stefan Küng \| Suisse \| Groupama-FDJ \| + 39 s \| |                       |                 |                         |             |
| |                       |                 |                         |             |
| |                       |                 |                         |             |
| Classement de l'étape |                       |                 |                         |             |
| Coureur | Coureur               | Pays            | Équipe                  | Temps       |
| 1er | Remco Evenepoel       | Belgique        | Soudal Quick-Step       | 20 min 33 s |
| 2e | João Almeida          | Portugal        | UAE Team Emirates XRG   | + 12 s      |
| 3e | Alberto Bettiol       | Italie          | XDS Astana Team         | + 18 s      |
| 4e | Jay Vine              | Australie       | UAE Team Emirates XRG   | + 24 s      |
| 5e | Aleksandr Vlasov      | Bannière neutre | Red Bull-Bora-Hansgrohe | + 27 s      |
| 6e | Raúl García Pierna    | Espagne         | Arkéa-B&B Hotels        | + 32 s      |
| 7e | Thibault Guernalec    | France          | Arkéa-B&B Hotels        | + 33 s      |
| 8e | Johan Price-Pejtersen | Danemark        | Alpecin-Deceuninck      | + 38 s      |
| 9e | Rémi Cavagna          | France          | Groupama-FDJ            | + 39 s      |
| 10e | Stefan Küng           | Suisse          | Groupama-FDJ            | + 39 s      |

## Classements finals

### Classement général
| \| Classement général \| Classement général \| Classement général \| Classement général \| Classement général \| \| Coureur \| Coureur \| Pays \| Équipe \| Temps \| \| ------------------ \| ------------------ \| ------------------ \| ---------------------- \| ------------------ \| \| 1er \| João Almeida \| Portugal \| UAE Team Emirates XRG \| 16 h 49 min 04 s \| \| 2e \| Lenny Martinez \| France \| Bahrain Victorious \| + 26 s \| \| 3e \| Jay Vine \| Australie \| UAE Team Emirates XRG \| + 41 s \| \| 4e \| Lorenzo Fortunato \| Italie \| XDS Astana Team \| + 1 min 22 s \| \| 5e \| Remco Evenepoel \| Belgique \| Soudal Quick-Step \| + 1 min 26 s \| \| 6e \| Carlos Rodríguez \| Espagne \| Ineos Grenadiers \| + 1 min 31 s \| \| 7e \| Juan Pedro López \| Espagne \| Lidl-Trek \| + 2 min 05 s \| \| 8e \| Junior Lecerf \| Belgique \| Soudal Quick-Step \| + 2 min 16 s \| \| 9e \| Mathys Rondel \| France \| Tudor Pro Cycling Team \| + 2 min 43 s \| \| 10e \| Javier Romo \| Espagne \| Movistar Team \| + 2 min 58 s \| |                   |           |                        |                  |
| |                   |           |                        |                  |
| |                   |           |                        |                  |
| Classement général |                   |           |                        |                  |
| Coureur | Coureur           | Pays      | Équipe                 | Temps            |
| 1er | João Almeida      | Portugal  | UAE Team Emirates XRG  | 16 h 49 min 04 s |
| 2e | Lenny Martinez    | France    | Bahrain Victorious     | + 26 s           |
| 3e | Jay Vine          | Australie | UAE Team Emirates XRG  | + 41 s           |
| 4e | Lorenzo Fortunato | Italie    | XDS Astana Team        | + 1 min 22 s     |
| 5e | Remco Evenepoel   | Belgique  | Soudal Quick-Step      | + 1 min 26 s     |
| 6e | Carlos Rodríguez  | Espagne   | Ineos Grenadiers       | + 1 min 31 s     |
| 7e | Juan Pedro López  | Espagne   | Lidl-Trek              | + 2 min 05 s     |
| 8e | Junior Lecerf     | Belgique  | Soudal Quick-Step      | + 2 min 16 s     |
| 9e | Mathys Rondel     | France    | Tudor Pro Cycling Team | + 2 min 43 s     |
| 10e | Javier Romo       | Espagne   | Movistar Team          | + 2 min 58 s     |

| Classement par points | Classement par points | Classement par points | Classement par points      | Classement par points |
| Coureur               | Coureur               | Pays                  | Équipe                     | Points                |
| --------------------- | --------------------- | --------------------- | -------------------------- | --------------------- |
| 1er                   | Jay Vine              | Australie             | UAE Team Emirates XRG      | 97 pts                |
| 2e                    | João Almeida          | Portugal              | UAE Team Emirates XRG      | 81 pts                |
| 3e                    | Remco Evenepoel       | Belgique              | Soudal Quick-Step          | 73 pts                |
| 4e                    | Lorenzo Fortunato     | Italie                | XDS Astana Team            | 72 pts                |
| 5e                    | Lenny Martinez        | France                | Bahrain Victorious         | 68 pts                |
| 6e                    | Matthew Brennan       | Royaume-Uni           | Team Visma \| Lease a Bike | 58 pts                |
| 7e                    | Stefan Küng           | Suisse                | Groupama-FDJ               | 52 pts                |
| 8e                    | Julien Bernard        | France                | Lidl-Trek                  | 45 pts                |
| 9e                    | Alex Baudin           | France                | EF Education-EasyPost      | 45 pts                |
| 10e                   | Junior Lecerf         | Belgique              | Soudal Quick-Step          | 42 pts                |

| Classement par points | Classement par points | Classement par points | Classement par points      | Classement par points |
| Coureur               | Coureur               | Pays                  | Équipe                     | Points                |
| --------------------- | --------------------- | --------------------- | -------------------------- | --------------------- |
| 1er                   | Jay Vine              | Australie             | UAE Team Emirates XRG      | 97 pts                |
| 2e                    | João Almeida          | Portugal              | UAE Team Emirates XRG      | 81 pts                |
| 3e                    | Remco Evenepoel       | Belgique              | Soudal Quick-Step          | 73 pts                |
| 4e                    | Lorenzo Fortunato     | Italie                | XDS Astana Team            | 72 pts                |
| 5e                    | Lenny Martinez        | France                | Bahrain Victorious         | 68 pts                |
| 6e                    | Matthew Brennan       | Royaume-Uni           | Team Visma \| Lease a Bike | 58 pts                |
| 7e                    | Stefan Küng           | Suisse                | Groupama-FDJ               | 52 pts                |
| 8e                    | Julien Bernard        | France                | Lidl-Trek                  | 45 pts                |
| 9e                    | Alex Baudin           | France                | EF Education-EasyPost      | 45 pts                |
| 10e                   | Junior Lecerf         | Belgique              | Soudal Quick-Step          | 42 pts                |

| Classement de la montagne | Classement de la montagne | Classement de la montagne | Classement de la montagne | Classement de la montagne |
| Coureur                   | Coureur                   | Pays                      | Équipe                    | Points                    |
| ------------------------- | ------------------------- | ------------------------- | ------------------------- | ------------------------- |
| 1er                       | Ben Zwiehoff              | Allemagne                 | Red Bull-Bora-Hansgrohe   | 87 pts                    |
| 2e                        | Julien Bernard            | France                    | Lidl-Trek                 | 35 pts                    |
| 3e                        | Stefan Küng               | Suisse                    | Groupama-FDJ              | 25 pts                    |
| 4e                        | Hugh Carthy               | Royaume-Uni               | EF Education-EasyPost     | 23 pts                    |
| 5e                        | Gerben Kuypers            | Belgique                  | Intermarché-Wanty         | 20 pts                    |
| 6e                        | Louis Barré               | France                    | Intermarché-Wanty         | 20 pts                    |
| 7e                        | João Almeida              | Portugal                  | UAE Team Emirates XRG     | 19 pts                    |
| 8e                        | Lenny Martinez            | France                    | Bahrain Victorious        | 10 pts                    |
| 9e                        | Amanuel Ghebreigzabhier   | Érythrée                  | Lidl-Trek                 | 8 pts                     |
| 10e                       | Enzo Paleni               | France                    | Groupama-FDJ              | 7 pts                     |

| Classement de la montagne | Classement de la montagne | Classement de la montagne | Classement de la montagne | Classement de la montagne |
| Coureur                   | Coureur                   | Pays                      | Équipe                    | Points                    |
| ------------------------- | ------------------------- | ------------------------- | ------------------------- | ------------------------- |
| 1er                       | Ben Zwiehoff              | Allemagne                 | Red Bull-Bora-Hansgrohe   | 87 pts                    |
| 2e                        | Julien Bernard            | France                    | Lidl-Trek                 | 35 pts                    |
| 3e                        | Stefan Küng               | Suisse                    | Groupama-FDJ              | 25 pts                    |
| 4e                        | Hugh Carthy               | Royaume-Uni               | EF Education-EasyPost     | 23 pts                    |
| 5e                        | Gerben Kuypers            | Belgique                  | Intermarché-Wanty         | 20 pts                    |
| 6e                        | Louis Barré               | France                    | Intermarché-Wanty         | 20 pts                    |
| 7e                        | João Almeida              | Portugal                  | UAE Team Emirates XRG     | 19 pts                    |
| 8e                        | Lenny Martinez            | France                    | Bahrain Victorious        | 10 pts                    |
| 9e                        | Amanuel Ghebreigzabhier   | Érythrée                  | Lidl-Trek                 | 8 pts                     |
| 10e                       | Enzo Paleni               | France                    | Groupama-FDJ              | 7 pts                     |

| Classement du meilleur jeune | Classement du meilleur jeune | Classement du meilleur jeune | Classement du meilleur jeune | Classement du meilleur jeune |
| Coureur                      | Coureur                      | Pays                         | Équipe                       | Temps                        |
| ---------------------------- | ---------------------------- | ---------------------------- | ---------------------------- | ---------------------------- |
| 1er                          | Lenny Martinez               | France                       | Bahrain Victorious           | 16 h 51 min 10 s             |
| 2e                           | Remco Evenepoel              | Belgique                     | Soudal Quick-Step            | + 1 min 00 s                 |
| 3e                           | Carlos Rodríguez             | Espagne                      | Ineos Grenadiers             | + 1 min 05 s                 |
| 4e                           | Junior Lecerf                | Belgique                     | Soudal Quick-Step            | + 1 min 50 s                 |
| 5e                           | Mathys Rondel                | France                       | Tudor Pro Cycling Team       | + 2 min 17 s                 |
| 6e                           | Johannes Staune-Mittet       | Norvège                      | Decathlon-AG2R La Mondiale   | + 2 min 50 s                 |
| 7e                           | Jørgen Nordhagen             | Norvège                      | Team Visma \| Lease a Bike   | + 3 min 15 s                 |
| 8e                           | Lennert Van Eetvelt          | Belgique                     | Lotto                        | + 3 min 32 s                 |
| 9e                           | Oscar Onley                  | Royaume-Uni                  | Team Picnic-PostNL           | + 3 min 38 s                 |
| 10e                          | Pablo Torres Arias           | Espagne                      | UAE Team Emirates XRG        | + 6 min 11 s                 |

| Classement du meilleur jeune | Classement du meilleur jeune | Classement du meilleur jeune | Classement du meilleur jeune | Classement du meilleur jeune |
| Coureur                      | Coureur                      | Pays                         | Équipe                       | Temps                        |
| ---------------------------- | ---------------------------- | ---------------------------- | ---------------------------- | ---------------------------- |
| 1er                          | Lenny Martinez               | France                       | Bahrain Victorious           | 16 h 51 min 10 s             |
| 2e                           | Remco Evenepoel              | Belgique                     | Soudal Quick-Step            | + 1 min 00 s                 |
| 3e                           | Carlos Rodríguez             | Espagne                      | Ineos Grenadiers             | + 1 min 05 s                 |
| 4e                           | Junior Lecerf                | Belgique                     | Soudal Quick-Step            | + 1 min 50 s                 |
| 5e                           | Mathys Rondel                | France                       | Tudor Pro Cycling Team       | + 2 min 17 s                 |
| 6e                           | Johannes Staune-Mittet       | Norvège                      | Decathlon-AG2R La Mondiale   | + 2 min 50 s                 |
| 7e                           | Jørgen Nordhagen             | Norvège                      | Team Visma \| Lease a Bike   | + 3 min 15 s                 |
| 8e                           | Lennert Van Eetvelt          | Belgique                     | Lotto                        | + 3 min 32 s                 |
| 9e                           | Oscar Onley                  | Royaume-Uni                  | Team Picnic-PostNL           | + 3 min 38 s                 |
| 10e                          | Pablo Torres Arias           | Espagne                      | UAE Team Emirates XRG        | + 6 min 11 s                 |

| Classement par équipes | Classement par équipes          | Classement par équipes | Classement par équipes |
| Équipe                 | Équipe                          | Pays                   | Temps                  |
| ---------------------- | ------------------------------- | ---------------------- | ---------------------- |
| 1re                    | UAE Team Emirates XRG           | Émirats arabes unis    | 50 h 39 min 18 s       |
| 2e                     | XDS Astana Team                 | Kazakhstan             | + 13 s                 |
| 3e                     | Decathlon AG2R La Mondiale Team | France                 | + 10 min 38 s          |
| 4e                     | Lidl-Trek                       | États-Unis             | + 13 min 54 s          |
| 5e                     | Ineos Grenadiers                | Royaume-Uni            | + 14 min 52 s          |

| Classement par équipes | Classement par équipes          | Classement par équipes | Classement par équipes |
| Équipe                 | Équipe                          | Pays                   | Temps                  |
| ---------------------- | ------------------------------- | ---------------------- | ---------------------- |
| 1re                    | UAE Team Emirates XRG           | Émirats arabes unis    | 50 h 39 min 18 s       |
| 2e                     | XDS Astana Team                 | Kazakhstan             | + 13 s                 |
| 3e                     | Decathlon AG2R La Mondiale Team | France                 | + 10 min 38 s          |
| 4e                     | Lidl-Trek                       | États-Unis             | + 13 min 54 s          |
| 5e                     | Ineos Grenadiers                | Royaume-Uni            | + 14 min 52 s          |

## Évolution des classements
| Étape              | Vainqueur          | Classement général | Classement par points | Classement de la montagne | Classement du meilleur jeune | Prix de la combativité | Classement par équipes |
| ------------------ | ------------------ | ------------------ | --------------------- | ------------------------- | ---------------------------- | ---------------------- | ---------------------- |
| P                  | Samuel Watson      | Samuel Watson      | Samuel Watson         | non décerné               | Samuel Watson                | non décerné            | UAE Emirates XRG       |
| 1                  | Matthew Brennan    | Matthew Brennan    | Matthew Brennan       | Ben Zwiehoff              | Matthew Brennan              | Gerben Kuypers         | UAE Emirates XRG       |
| 2                  | Lorenzo Fortunato  | Alex Baudin        | Matthew Brennan       | Ben Zwiehoff              | Alex Baudin                  | Juan Pedro López       | XDS Astana             |
| 3                  | Jay Vine           | Alex Baudin        | Jay Vine              | Ben Zwiehoff              | Alex Baudin                  | Stefan Küng            | XDS Astana             |
| 4                  | Lenny Martinez     | Lenny Martinez     | Jay Vine              | Ben Zwiehoff              | Lenny Martinez               | Louis Barré            | XDS Astana             |
| 5                  | Remco Evenepoel    | João Almeida       | Jay Vine              | Ben Zwiehoff              | Lenny Martinez               | Remco Evenepoel        | UAE Emirates XRG       |
| Classements finals | Classements finals | João Almeida       | Jay Vine              | Ben Zwiehoff              | Lenny Martinez               | Stefan Küng            | UAE Emirates XRG       |

## Liste des participants
- Liste de départ complète

| Ineos Grenadiers IGD | Ineos Grenadiers IGD     | Ineos Grenadiers IGD |
| -------------------- | ------------------------ | -------------------- |
| Num                  | Coureur                  | Pos                  |
| 1                    | Carlos Rodríguez (ESP)   |                      |
| 2                    | Victor Langellotti (MON) |                      |
| 3                    | Michael Leonard (CAN)    |                      |
| 4                    | Artem Shmidt (USA)       | AB-2                 |
| 5                    | Ben Swift (GBR)          |                      |
| 6                    | Geraint Thomas (GBR)     |                      |
| 7                    | Samuel Watson (GBR)      | AB-4                 |

| UAE Team Emirates XRG UAD | UAE Team Emirates XRG UAD          | UAE Team Emirates XRG UAD |
| ------------------------- | ---------------------------------- | ------------------------- |
| Num                       | Coureur                            | Pos                       |
| 11                        | João Almeida (POR)                 |                           |
| 12                        | Ivo Oliveira (POR)                 |                           |
| 13                        | Jan Christen (SUI)                 | AB-2                      |
| 14                        | Felix Großschartner (AUT) (chrono) |                           |
| 15                        | Rune Herregodts (BEL)              | AB-4                      |
| 16                        | Pablo Torres Arias (ESP)           |                           |
| 17                        | Jay Vine (AUS)                     |                           |

| Soudal Quick-Step SOQ | Soudal Quick-Step SOQ          | Soudal Quick-Step SOQ |
| --------------------- | ------------------------------ | --------------------- |
| Num                   | Coureur                        | Pos                   |
| 21                    | Remco Evenepoel (BEL) (chrono) |                       |
| 22                    | Josef Černý (CZE)              |                       |
| 23                    | Pascal Eenkhoorn (NED)         |                       |
| 24                    | Junior Lecerf (BEL)            |                       |
| 25                    | Casper Pedersen (DEN)          |                       |
| 26                    | Pieter Serry (BEL)             |                       |
| 27                    | Mauri Vansevenant (BEL)        |                       |

| Alpecin-Deceuninck ADC | Alpecin-Deceuninck ADC      | Alpecin-Deceuninck ADC |
| ---------------------- | --------------------------- | ---------------------- |
| Num                    | Coureur                     | Pos                    |
| 31                     | Silvan Dillier (SUI)        |                        |
| 32                     | Tobias Bayer (AUT)          |                        |
| 33                     | Ramses Debruyne (BEL)       |                        |
| 34                     | Johan Price-Pejtersen (DEN) |                        |
| 35                     | Oscar Riesebeek (NED)       | AB-4                   |
| 36                     | Henri Uhlig (GER)           | AB-2                   |
| 37                     | Stan Van Tricht (BEL)       | AB-2                   |

| Red Bull-Bora-Hansgrohe RBH | Red Bull-Bora-Hansgrohe RBH   | Red Bull-Bora-Hansgrohe RBH |
| --------------------------- | ----------------------------- | --------------------------- |
| Num                         | Coureur                       | Pos                         |
| 41                          | Aleksandr Vlasov              |                             |
| 42                          | Alexander Hajek (AUT) (route) |                             |
| 43                          | Jonas Koch (GER)              | AB-2                        |
| 44                          | Filip Maciejuk (POL) (chrono) |                             |
| 45                          | Anton Palzer (GER)            |                             |
| 46                          | Matteo Sobrero (ITA)          | AB-3                        |
| 47                          | Ben Zwiehoff (GER)            |                             |

| Team Visma \| Lease a Bike TVL | Team Visma \| Lease a Bike TVL | Team Visma \| Lease a Bike TVL |
| ------------------------------ | ------------------------------ | ------------------------------ |
| Num                            | Coureur                        | Pos                            |
| 51                             | Matthew Brennan (GBR)          |                                |
| 52                             | Thomas Gloag (GBR)             |                                |
| 53                             | Menno Huising (NED)            |                                |
| 54                             | Daniel McLay (GBR)             | AB-2                           |
| 55                             | Jørgen Nordhagen (NOR)         |                                |
| 56                             | Loe van Belle (NED)            | AB-4                           |
| 57                             | Julien Vermote (BEL)           |                                |

| Team Jayco AlUla JAY | Team Jayco AlUla JAY          | Team Jayco AlUla JAY |
| -------------------- | ----------------------------- | -------------------- |
| Num                  | Coureur                       | Pos                  |
| 61                   | Luke Plapp (AUS) (chrono)     |                      |
| 62                   | Hagos Welay Berhe (ETH)       |                      |
| 63                   | Eddie Dunbar (IRL) (chrono)   |                      |
| 64                   | Anders Foldager (DEN)         | NP-2                 |
| 65                   | Asbjørn Hellemose (DEN)       |                      |
| 66                   | Christopher Juul Jensen (DEN) |                      |
| 67                   | Campbell Stewart (NZL)        |                      |

| Intermarché-Wanty IWA | Intermarché-Wanty IWA | Intermarché-Wanty IWA |
| --------------------- | --------------------- | --------------------- |
| Num                   | Coureur               | Pos                   |
| 71                    | Huub Artz (NED)       |                       |
| 72                    | Louis Barré (FRA)     |                       |
| 73                    | Kamiel Bonneu (BEL)   |                       |
| 74                    | Dries De Pooter (BEL) |                       |
| 75                    | Gerben Kuypers (BEL)  |                       |
| 76                    | Tom Paquot (BEL)      | AB-4                  |
| 77                    | Luca Van Boven (BEL)  | NP-0                  |

| Lidl-Trek LTK | Lidl-Trek LTK                          | Lidl-Trek LTK |
| ------------- | -------------------------------------- | ------------- |
| Num           | Coureur                                | Pos           |
| 81            | Juan Pedro López (ESP)                 |               |
| 82            | Julien Bernard (FRA)                   |               |
| 83            | Amanuel Ghebreigzabhier (ERI) (chrono) |               |
| 84            | Lennard Kämna (GER)                    |               |
| 85            | Bauke Mollema (NED)                    |               |
| 86            | Jacopo Mosca (ITA)                     |               |
| 87            | Sam Oomen (NED)                        |               |

| Movistar Team MOV | Movistar Team MOV       | Movistar Team MOV |
| ----------------- | ----------------------- | ----------------- |
| Num               | Coureur                 | Pos               |
| 91                | Javier Romo (ESP)       |                   |
| 92                | Jorge Arcas (ESP)       |                   |
| 93                | Pablo Castrillo (ESP)   |                   |
| 94                | Davide Cimolai (ITA)    |                   |
| 95                | Nélson Oliveira (POR)   |                   |
| 96                | Mathias Norsgaard (DEN) |                   |
| 97                | Iván Romeo (ESP)        |                   |

| EF Education-EasyPost EFE | EF Education-EasyPost EFE     | EF Education-EasyPost EFE |
| ------------------------- | ----------------------------- | ------------------------- |
| Num                       | Coureur                       | Pos                       |
| 101                       | Kasper Asgreen (DEN)          |                           |
| 102                       | Alex Baudin (FRA)             |                           |
| 103                       | Hugh Carthy (GBR)             |                           |
| 104                       | Lukas Nerurkar (GBR)          | AB-2                      |
| 105                       | Darren Rafferty (IRL) (route) |                           |
| 106                       | Archie Ryan (IRL)             |                           |
| 107                       | James Shaw (GBR)              |                           |

| Bahrain Victorious TBV | Bahrain Victorious TBV   | Bahrain Victorious TBV |
| ---------------------- | ------------------------ | ---------------------- |
| Num                    | Coureur                  | Pos                    |
| 111                    | Lenny Martinez (FRA)     |                        |
| 112                    | Nicolò Buratti (ITA)     |                        |
| 113                    | Kamil Gradek (POL)       |                        |
| 114                    | Jack Haig (AUS)          |                        |
| 115                    | Mathijs Paasschens (NED) |                        |
| 116                    | Finlay Pickering (GBR)   |                        |
| 117                    | Max van der Meulen (NED) |                        |

| Cofidis COF | Cofidis COF                 | Cofidis COF |
| ----------- | --------------------------- | ----------- |
| Num         | Coureur                     | Pos         |
| 121         | Emanuel Buchmann (GER)      |             |
| 122         | Stanisław Aniołkowski (POL) | AB-2        |
| 123         | Nicolas Debeaumarché (FRA)  | AB-4        |
| 124         | Jesús Herrada (ESP)         |             |
| 125         | Ion Izagirre (ESP)          |             |
| 126         | Oliver Knight (GBR)         |             |
| 127         | Hugo Toumire (FRA)          | AB-3        |

| Team Picnic-PostNL TPP | Team Picnic-PostNL TPP | Team Picnic-PostNL TPP |
| ---------------------- | ---------------------- | ---------------------- |
| Num                    | Coureur                | Pos                    |
| 131                    | Oscar Onley (GBR)      |                        |
| 132                    | Pavel Bittner (CZE)    |                        |
| 133                    | Romain Combaud (FRA)   |                        |
| 134                    | Patrick Eddy (AUS)     |                        |
| 135                    | Bjoern Koerdt (GBR)    |                        |
| 136                    | Gijs Leemreize (NED)   |                        |
| 137                    | Timo Roosen (NED)      |                        |

| Groupama-FDJ GFC | Groupama-FDJ GFC           | Groupama-FDJ GFC |
| ---------------- | -------------------------- | ---------------- |
| Num              | Coureur                    | Pos              |
| 141              | Clément Davy (FRA)         |                  |
| 142              | Rémi Cavagna (FRA)         |                  |
| 143              | David Gaudu (FRA)          |                  |
| 144              | Lorenzo Germani (ITA)      |                  |
| 145              | Stefan Küng (SUI) (chrono) |                  |
| 146              | Enzo Paleni (FRA)          |                  |
| 147              | Rémy Rochas (FRA)          |                  |

| XDS Astana Team XAT | XDS Astana Team XAT           | XDS Astana Team XAT |
| ------------------- | ----------------------------- | ------------------- |
| Num                 | Coureur                       | Pos                 |
| 151                 | Harold Tejada (COL)           |                     |
| 152                 | Alberto Bettiol (ITA) (route) |                     |
| 153                 | Clément Champoussin (FRA)     | AB-3                |
| 154                 | Lorenzo Fortunato (ITA)       |                     |
| 155                 | Michele Gazzoli (ITA)         |                     |
| 156                 | Sergio Higuita (COL)          |                     |
| 157                 | Anton Kuzmin (KAZ)            | AB                  |

| Arkéa-B&B Hotels ARK | Arkéa-B&B Hotels ARK     | Arkéa-B&B Hotels ARK |
| -------------------- | ------------------------ | -------------------- |
| Num                  | Coureur                  | Pos                  |
| 161                  | Cristian Rodríguez (ESP) |                      |
| 162                  | Amaury Capiot (BEL)      | HD-2                 |
| 163                  | Raúl García Pierna (ESP) |                      |
| 164                  | Thibault Guernalec (FRA) |                      |
| 165                  | Victor Guernalec (FRA)   |                      |
| 166                  | Léandre Lozouet (FRA)    |                      |
| 167                  | Clément Venturini (FRA)  |                      |

| Decathlon-AG2R La Mondiale DAT | Decathlon-AG2R La Mondiale DAT | Decathlon-AG2R La Mondiale DAT |
| ------------------------------ | ------------------------------ | ------------------------------ |
| Num                            | Coureur                        | Pos                            |
| 171                            | Aurélien Paret-Peintre (FRA)   |                                |
| 172                            | Léo Bisiaux (FRA)              | NP-1                           |
| 173                            | Stefan Bissegger (SUI)         |                                |
| 174                            | Benoît Cosnefroy (FRA)         |                                |
| 175                            | Callum Scotson (AUS)           |                                |
| 176                            | Johannes Staune-Mittet (NOR)   |                                |
| 177                            | Andrea Vendrame (ITA)          | NP-0                           |

| Tudor Pro Cycling Team TUD | Tudor Pro Cycling Team TUD     | Tudor Pro Cycling Team TUD |
| -------------------------- | ------------------------------ | -------------------------- |
| Num                        | Coureur                        | Pos                        |
| 181                        | Mathys Rondel (FRA)            |                            |
| 182                        | Jacob Eriksson (SWE) (route)   | AB-1                       |
| 183                        | Arthur Kluckers (LUX) (chrono) | AB-2                       |
| 184                        | Sebastian Kolze Changizi (DEN) |                            |
| 185                        | Joël Suter (SUI)               | NP-1                       |
| 186                        | Roland Thalmann (SUI)          |                            |
| 187                        | Maikel Zijlaard (NED)          | AB-3                       |

| Lotto LOT | Lotto LOT                   | Lotto LOT |
| --------- | --------------------------- | --------- |
| Num       | Coureur                     | Pos       |
| 191       | Lennert Van Eetvelt (BEL)   |           |
| 192       | Logan Currie (NZL)          |           |
| 193       | Jarrad Drizners (AUS)       |           |
| 194       | Milan Menten (BEL)          | AB-3      |
| 195       | Eduardo Sepúlveda (ARG)     |           |
| 196       | Reuben Thompson (NZL)       |           |
| 197       | Jonas Gregaard Wilsly (DEN) |           |

| Ineos Grenadiers IGD | Ineos Grenadiers IGD     | Ineos Grenadiers IGD |
| -------------------- | ------------------------ | -------------------- |
| Num                  | Coureur                  | Pos                  |
| 1                    | Carlos Rodríguez (ESP)   |                      |
| 2                    | Victor Langellotti (MON) |                      |
| 3                    | Michael Leonard (CAN)    |                      |
| 4                    | Artem Shmidt (USA)       | AB-2                 |
| 5                    | Ben Swift (GBR)          |                      |
| 6                    | Geraint Thomas (GBR)     |                      |
| 7                    | Samuel Watson (GBR)      | AB-4                 |

| UAE Team Emirates XRG UAD | UAE Team Emirates XRG UAD          | UAE Team Emirates XRG UAD |
| ------------------------- | ---------------------------------- | ------------------------- |
| Num                       | Coureur                            | Pos                       |
| 11                        | João Almeida (POR)                 |                           |
| 12                        | Ivo Oliveira (POR)                 |                           |
| 13                        | Jan Christen (SUI)                 | AB-2                      |
| 14                        | Felix Großschartner (AUT) (chrono) |                           |
| 15                        | Rune Herregodts (BEL)              | AB-4                      |
| 16                        | Pablo Torres Arias (ESP)           |                           |
| 17                        | Jay Vine (AUS)                     |                           |

| Soudal Quick-Step SOQ | Soudal Quick-Step SOQ          | Soudal Quick-Step SOQ |
| --------------------- | ------------------------------ | --------------------- |
| Num                   | Coureur                        | Pos                   |
| 21                    | Remco Evenepoel (BEL) (chrono) |                       |
| 22                    | Josef Černý (CZE)              |                       |
| 23                    | Pascal Eenkhoorn (NED)         |                       |
| 24                    | Junior Lecerf (BEL)            |                       |
| 25                    | Casper Pedersen (DEN)          |                       |
| 26                    | Pieter Serry (BEL)             |                       |
| 27                    | Mauri Vansevenant (BEL)        |                       |

| Alpecin-Deceuninck ADC | Alpecin-Deceuninck ADC      | Alpecin-Deceuninck ADC |
| ---------------------- | --------------------------- | ---------------------- |
| Num                    | Coureur                     | Pos                    |
| 31                     | Silvan Dillier (SUI)        |                        |
| 32                     | Tobias Bayer (AUT)          |                        |
| 33                     | Ramses Debruyne (BEL)       |                        |
| 34                     | Johan Price-Pejtersen (DEN) |                        |
| 35                     | Oscar Riesebeek (NED)       | AB-4                   |
| 36                     | Henri Uhlig (GER)           | AB-2                   |
| 37                     | Stan Van Tricht (BEL)       | AB-2                   |

| Red Bull-Bora-Hansgrohe RBH | Red Bull-Bora-Hansgrohe RBH   | Red Bull-Bora-Hansgrohe RBH |
| --------------------------- | ----------------------------- | --------------------------- |
| Num                         | Coureur                       | Pos                         |
| 41                          | Aleksandr Vlasov              |                             |
| 42                          | Alexander Hajek (AUT) (route) |                             |
| 43                          | Jonas Koch (GER)              | AB-2                        |
| 44                          | Filip Maciejuk (POL) (chrono) |                             |
| 45                          | Anton Palzer (GER)            |                             |
| 46                          | Matteo Sobrero (ITA)          | AB-3                        |
| 47                          | Ben Zwiehoff (GER)            |                             |

| Team Visma \| Lease a Bike TVL | Team Visma \| Lease a Bike TVL | Team Visma \| Lease a Bike TVL |
| ------------------------------ | ------------------------------ | ------------------------------ |
| Num                            | Coureur                        | Pos                            |
| 51                             | Matthew Brennan (GBR)          |                                |
| 52                             | Thomas Gloag (GBR)             |                                |
| 53                             | Menno Huising (NED)            |                                |
| 54                             | Daniel McLay (GBR)             | AB-2                           |
| 55                             | Jørgen Nordhagen (NOR)         |                                |
| 56                             | Loe van Belle (NED)            | AB-4                           |
| 57                             | Julien Vermote (BEL)           |                                |

| Team Jayco AlUla JAY | Team Jayco AlUla JAY          | Team Jayco AlUla JAY |
| -------------------- | ----------------------------- | -------------------- |
| Num                  | Coureur                       | Pos                  |
| 61                   | Luke Plapp (AUS) (chrono)     |                      |
| 62                   | Hagos Welay Berhe (ETH)       |                      |
| 63                   | Eddie Dunbar (IRL) (chrono)   |                      |
| 64                   | Anders Foldager (DEN)         | NP-2                 |
| 65                   | Asbjørn Hellemose (DEN)       |                      |
| 66                   | Christopher Juul Jensen (DEN) |                      |
| 67                   | Campbell Stewart (NZL)        |                      |

| Intermarché-Wanty IWA | Intermarché-Wanty IWA | Intermarché-Wanty IWA |
| --------------------- | --------------------- | --------------------- |
| Num                   | Coureur               | Pos                   |
| 71                    | Huub Artz (NED)       |                       |
| 72                    | Louis Barré (FRA)     |                       |
| 73                    | Kamiel Bonneu (BEL)   |                       |
| 74                    | Dries De Pooter (BEL) |                       |
| 75                    | Gerben Kuypers (BEL)  |                       |
| 76                    | Tom Paquot (BEL)      | AB-4                  |
| 77                    | Luca Van Boven (BEL)  | NP-0                  |

| Lidl-Trek LTK | Lidl-Trek LTK                          | Lidl-Trek LTK |
| ------------- | -------------------------------------- | ------------- |
| Num           | Coureur                                | Pos           |
| 81            | Juan Pedro López (ESP)                 |               |
| 82            | Julien Bernard (FRA)                   |               |
| 83            | Amanuel Ghebreigzabhier (ERI) (chrono) |               |
| 84            | Lennard Kämna (GER)                    |               |
| 85            | Bauke Mollema (NED)                    |               |
| 86            | Jacopo Mosca (ITA)                     |               |
| 87            | Sam Oomen (NED)                        |               |

| Movistar Team MOV | Movistar Team MOV       | Movistar Team MOV |
| ----------------- | ----------------------- | ----------------- |
| Num               | Coureur                 | Pos               |
| 91                | Javier Romo (ESP)       |                   |
| 92                | Jorge Arcas (ESP)       |                   |
| 93                | Pablo Castrillo (ESP)   |                   |
| 94                | Davide Cimolai (ITA)    |                   |
| 95                | Nélson Oliveira (POR)   |                   |
| 96                | Mathias Norsgaard (DEN) |                   |
| 97                | Iván Romeo (ESP)        |                   |

| EF Education-EasyPost EFE | EF Education-EasyPost EFE     | EF Education-EasyPost EFE |
| ------------------------- | ----------------------------- | ------------------------- |
| Num                       | Coureur                       | Pos                       |
| 101                       | Kasper Asgreen (DEN)          |                           |
| 102                       | Alex Baudin (FRA)             |                           |
| 103                       | Hugh Carthy (GBR)             |                           |
| 104                       | Lukas Nerurkar (GBR)          | AB-2                      |
| 105                       | Darren Rafferty (IRL) (route) |                           |
| 106                       | Archie Ryan (IRL)             |                           |
| 107                       | James Shaw (GBR)              |                           |

| Bahrain Victorious TBV | Bahrain Victorious TBV   | Bahrain Victorious TBV |
| ---------------------- | ------------------------ | ---------------------- |
| Num                    | Coureur                  | Pos                    |
| 111                    | Lenny Martinez (FRA)     |                        |
| 112                    | Nicolò Buratti (ITA)     |                        |
| 113                    | Kamil Gradek (POL)       |                        |
| 114                    | Jack Haig (AUS)          |                        |
| 115                    | Mathijs Paasschens (NED) |                        |
| 116                    | Finlay Pickering (GBR)   |                        |
| 117                    | Max van der Meulen (NED) |                        |

| Cofidis COF | Cofidis COF                 | Cofidis COF |
| ----------- | --------------------------- | ----------- |
| Num         | Coureur                     | Pos         |
| 121         | Emanuel Buchmann (GER)      |             |
| 122         | Stanisław Aniołkowski (POL) | AB-2        |
| 123         | Nicolas Debeaumarché (FRA)  | AB-4        |
| 124         | Jesús Herrada (ESP)         |             |
| 125         | Ion Izagirre (ESP)          |             |
| 126         | Oliver Knight (GBR)         |             |
| 127         | Hugo Toumire (FRA)          | AB-3        |

| Team Picnic-PostNL TPP | Team Picnic-PostNL TPP | Team Picnic-PostNL TPP |
| ---------------------- | ---------------------- | ---------------------- |
| Num                    | Coureur                | Pos                    |
| 131                    | Oscar Onley (GBR)      |                        |
| 132                    | Pavel Bittner (CZE)    |                        |
| 133                    | Romain Combaud (FRA)   |                        |
| 134                    | Patrick Eddy (AUS)     |                        |
| 135                    | Bjoern Koerdt (GBR)    |                        |
| 136                    | Gijs Leemreize (NED)   |                        |
| 137                    | Timo Roosen (NED)      |                        |

| Groupama-FDJ GFC | Groupama-FDJ GFC           | Groupama-FDJ GFC |
| ---------------- | -------------------------- | ---------------- |
| Num              | Coureur                    | Pos              |
| 141              | Clément Davy (FRA)         |                  |
| 142              | Rémi Cavagna (FRA)         |                  |
| 143              | David Gaudu (FRA)          |                  |
| 144              | Lorenzo Germani (ITA)      |                  |
| 145              | Stefan Küng (SUI) (chrono) |                  |
| 146              | Enzo Paleni (FRA)          |                  |
| 147              | Rémy Rochas (FRA)          |                  |

| XDS Astana Team XAT | XDS Astana Team XAT           | XDS Astana Team XAT |
| ------------------- | ----------------------------- | ------------------- |
| Num                 | Coureur                       | Pos                 |
| 151                 | Harold Tejada (COL)           |                     |
| 152                 | Alberto Bettiol (ITA) (route) |                     |
| 153                 | Clément Champoussin (FRA)     | AB-3                |
| 154                 | Lorenzo Fortunato (ITA)       |                     |
| 155                 | Michele Gazzoli (ITA)         |                     |
| 156                 | Sergio Higuita (COL)          |                     |
| 157                 | Anton Kuzmin (KAZ)            | AB                  |

| Arkéa-B&B Hotels ARK | Arkéa-B&B Hotels ARK     | Arkéa-B&B Hotels ARK |
| -------------------- | ------------------------ | -------------------- |
| Num                  | Coureur                  | Pos                  |
| 161                  | Cristian Rodríguez (ESP) |                      |
| 162                  | Amaury Capiot (BEL)      | HD-2                 |
| 163                  | Raúl García Pierna (ESP) |                      |
| 164                  | Thibault Guernalec (FRA) |                      |
| 165                  | Victor Guernalec (FRA)   |                      |
| 166                  | Léandre Lozouet (FRA)    |                      |
| 167                  | Clément Venturini (FRA)  |                      |

| Decathlon-AG2R La Mondiale DAT | Decathlon-AG2R La Mondiale DAT | Decathlon-AG2R La Mondiale DAT |
| ------------------------------ | ------------------------------ | ------------------------------ |
| Num                            | Coureur                        | Pos                            |
| 171                            | Aurélien Paret-Peintre (FRA)   |                                |
| 172                            | Léo Bisiaux (FRA)              | NP-1                           |
| 173                            | Stefan Bissegger (SUI)         |                                |
| 174                            | Benoît Cosnefroy (FRA)         |                                |
| 175                            | Callum Scotson (AUS)           |                                |
| 176                            | Johannes Staune-Mittet (NOR)   |                                |
| 177                            | Andrea Vendrame (ITA)          | NP-0                           |

| Tudor Pro Cycling Team TUD | Tudor Pro Cycling Team TUD     | Tudor Pro Cycling Team TUD |
| -------------------------- | ------------------------------ | -------------------------- |
| Num                        | Coureur                        | Pos                        |
| 181                        | Mathys Rondel (FRA)            |                            |
| 182                        | Jacob Eriksson (SWE) (route)   | AB-1                       |
| 183                        | Arthur Kluckers (LUX) (chrono) | AB-2                       |
| 184                        | Sebastian Kolze Changizi (DEN) |                            |
| 185                        | Joël Suter (SUI)               | NP-1                       |
| 186                        | Roland Thalmann (SUI)          |                            |
| 187                        | Maikel Zijlaard (NED)          | AB-3                       |

| Lotto LOT | Lotto LOT                   | Lotto LOT |
| --------- | --------------------------- | --------- |
| Num       | Coureur                     | Pos       |
| 191       | Lennert Van Eetvelt (BEL)   |           |
| 192       | Logan Currie (NZL)          |           |
| 193       | Jarrad Drizners (AUS)       |           |
| 194       | Milan Menten (BEL)          | AB-3      |
| 195       | Eduardo Sepúlveda (ARG)     |           |
| 196       | Reuben Thompson (NZL)       |           |
| 197       | Jonas Gregaard Wilsly (DEN) |           |